# Герб Данії
Герб Данії складається з трьох синіх коронованих левів, що оточені 9 червоними серцями в золотому щиті.
Таку символіку першим використовував данський король Кнуд VI у 1194 році. А найстаріші свідчення про кольори датуються 1270 роком. Історично, кількість левів і сердець не були сталими і могли змінюватися у минулому.
Герб Данії дуже схожий на герб Естонії. Це певною мірою пов'язано з тим, що Естонія була підпорядкована Данії у 1219—1346.
Данський герб має два варіанти: малий, що є офіційним гербом Данії, а також королівський. До 1959 року офіційним гербом був королівський.

## Члени королівської родини

Герб наслідного принца Фредеріка схожий на королівський герб, окрім корони спадкоємця і фіолетові мантії.
Герб князя Йоахима схожий на королівський герб, крім щита, який ділиться з першої в тому, що палати Ольденбурга і друга цифра збігається з Будинком-де-де Лаборд Монпезад. Корона є те, що від принца данського.

## Галерея

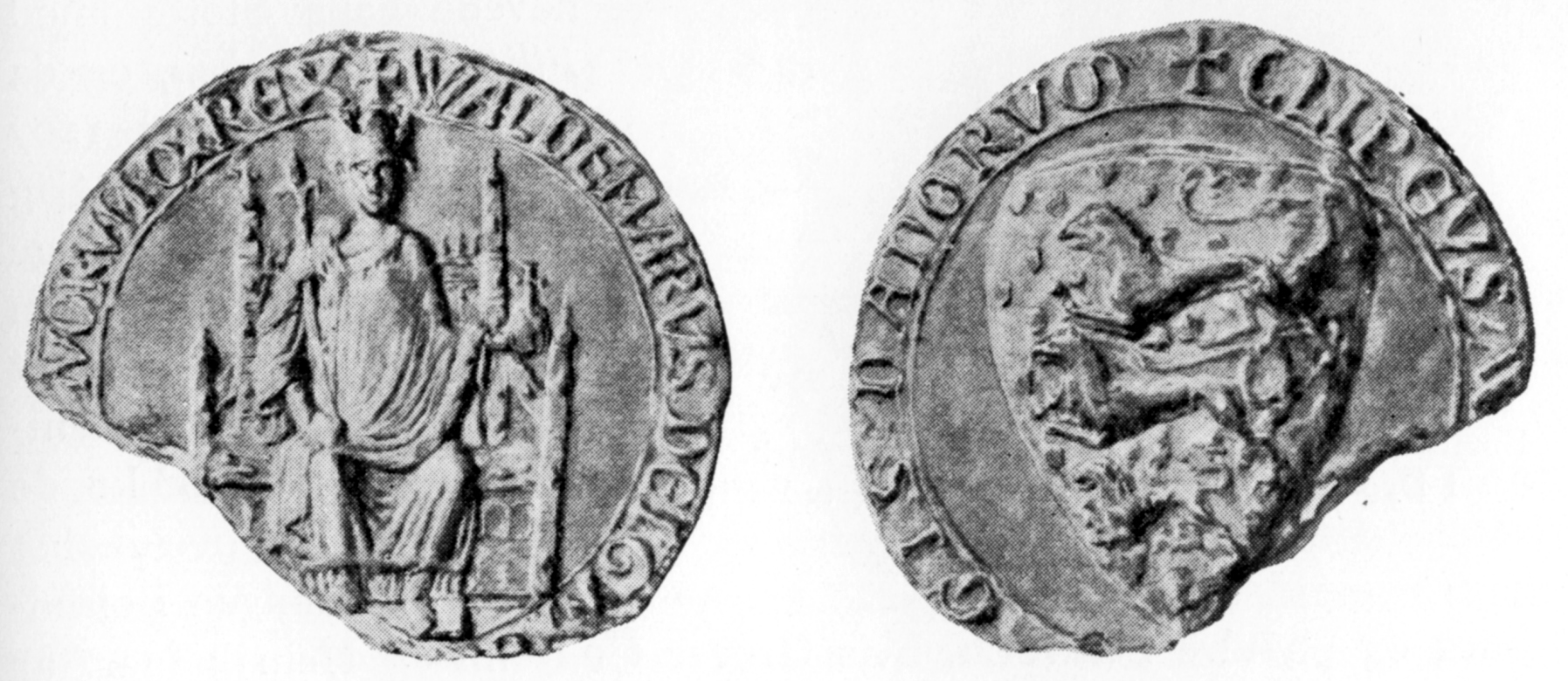
Печатка Вальдемара II Переможного (правив у 1202-1241).
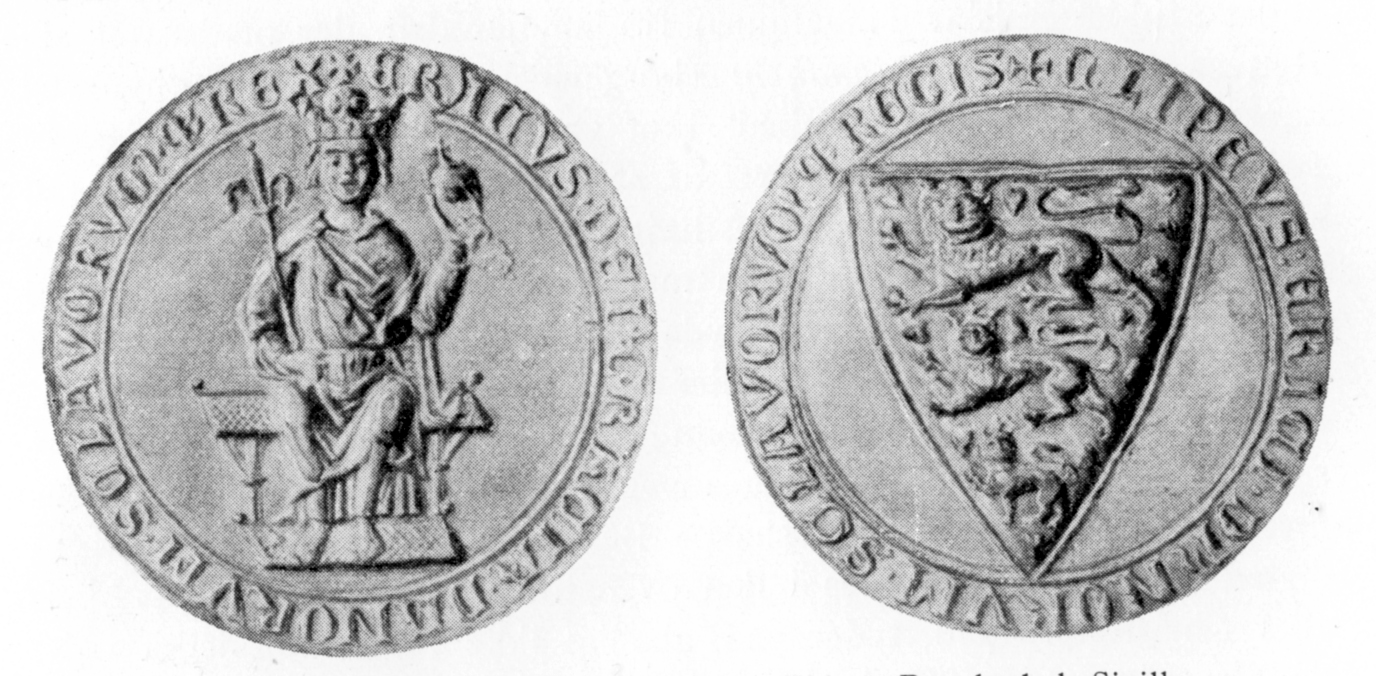
Печатка Еріка V (роки правління 1259-1286).
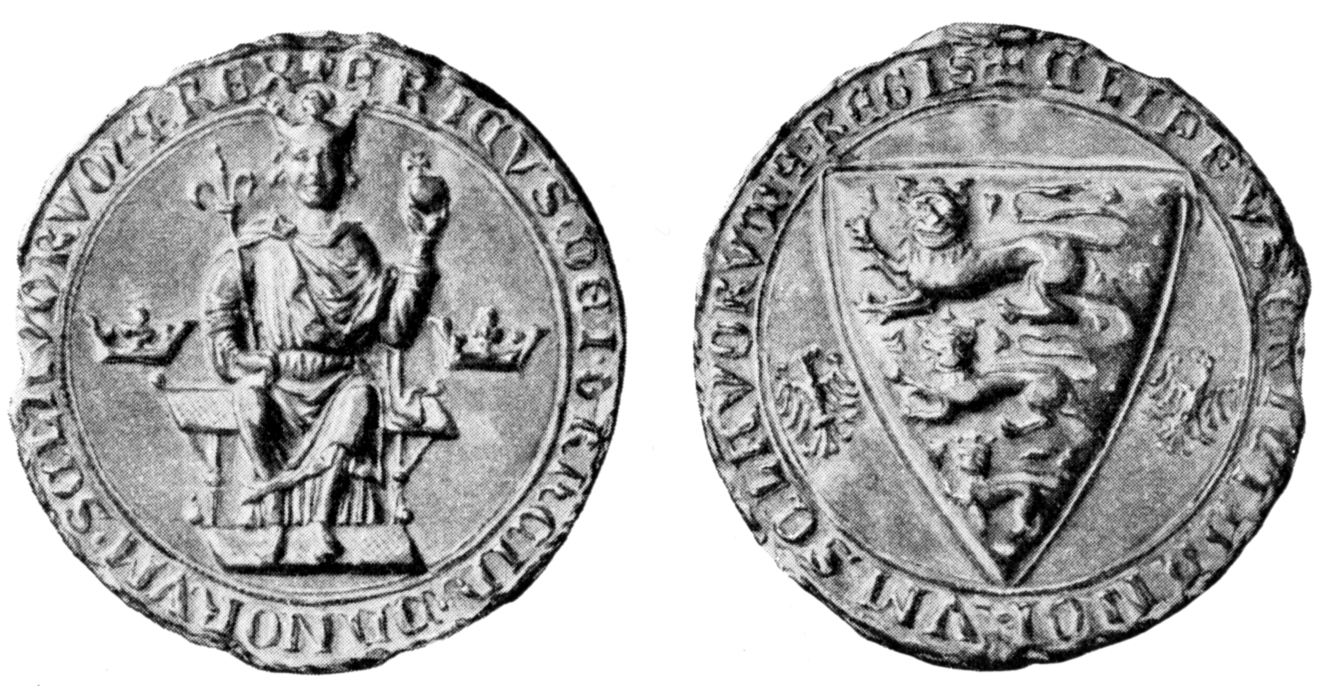
Печатка Еріка VI (правив у 1286-1319).
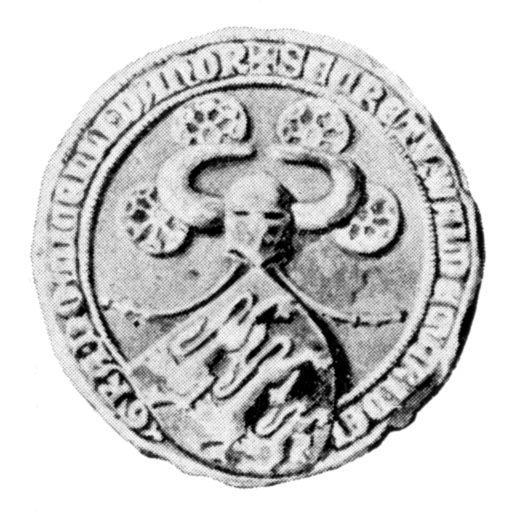
Печатка Вальдемара IV (правив у 1340-1375).
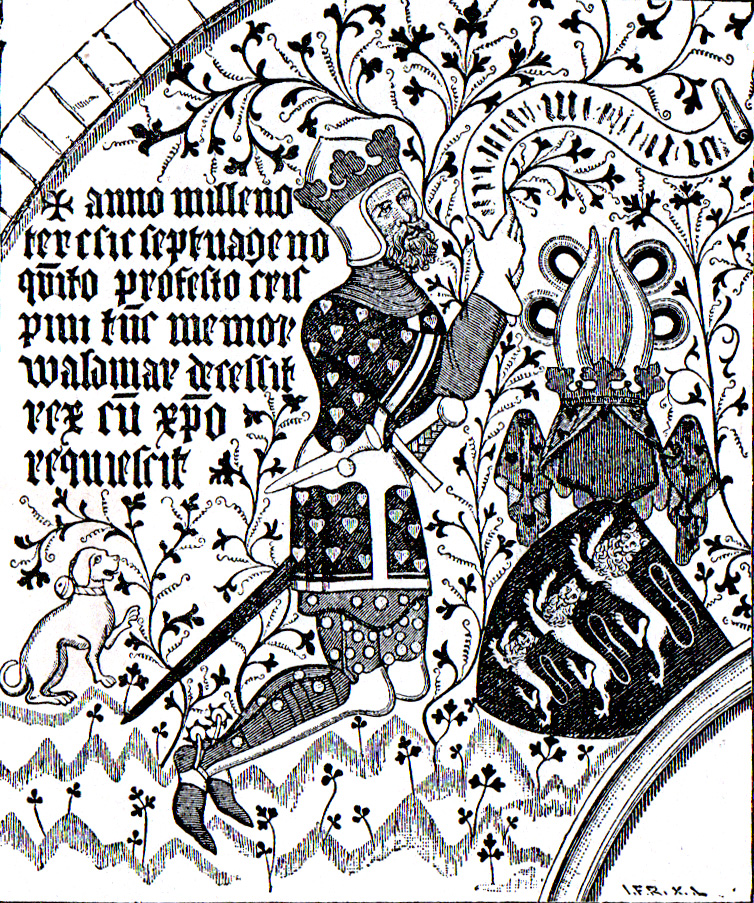
Фреска короля Вальдемара IV.
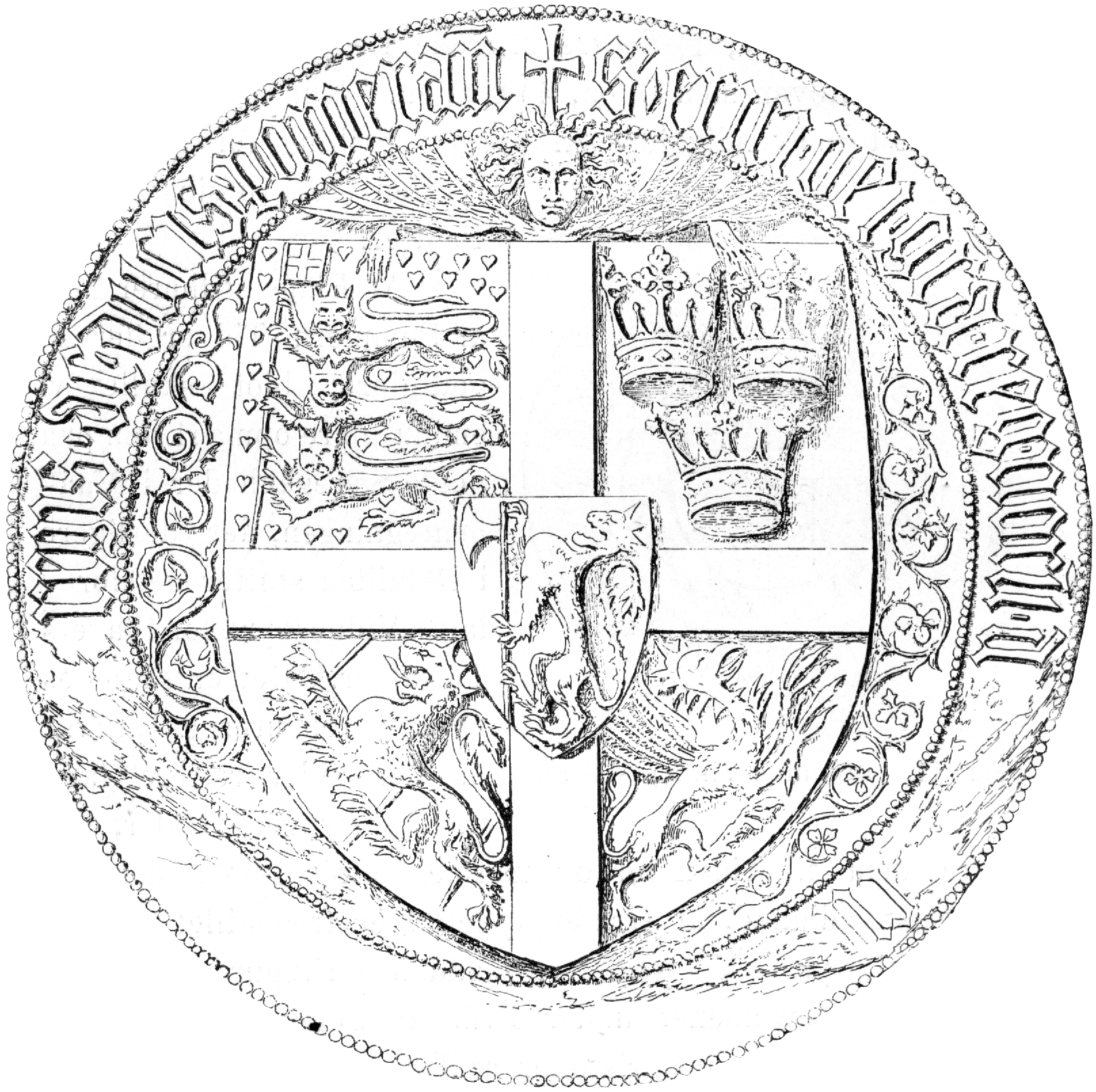
Одна з печаток Еріка VII Померанського, 1398.
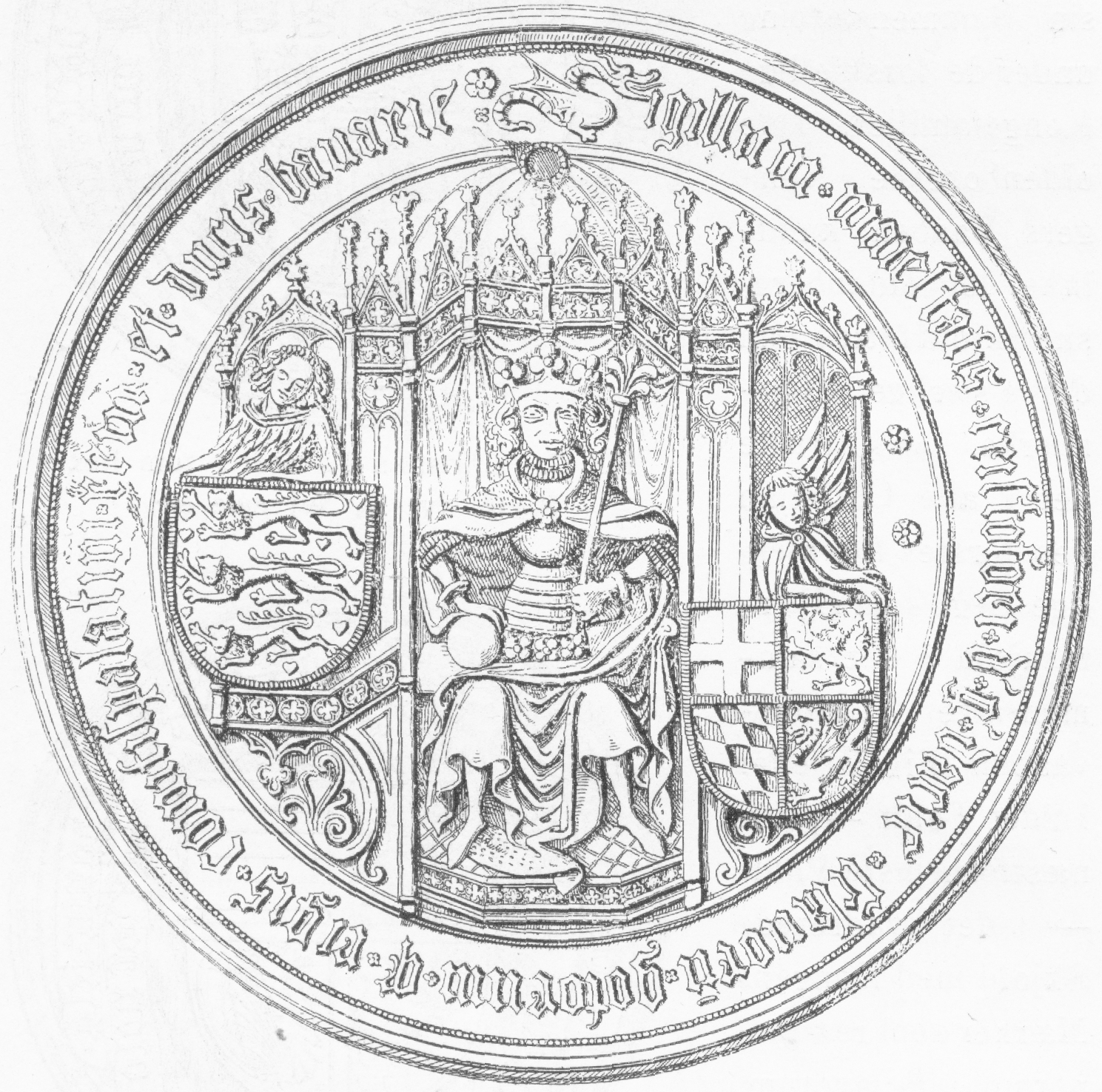
Печатка Крістофера III, 1440.
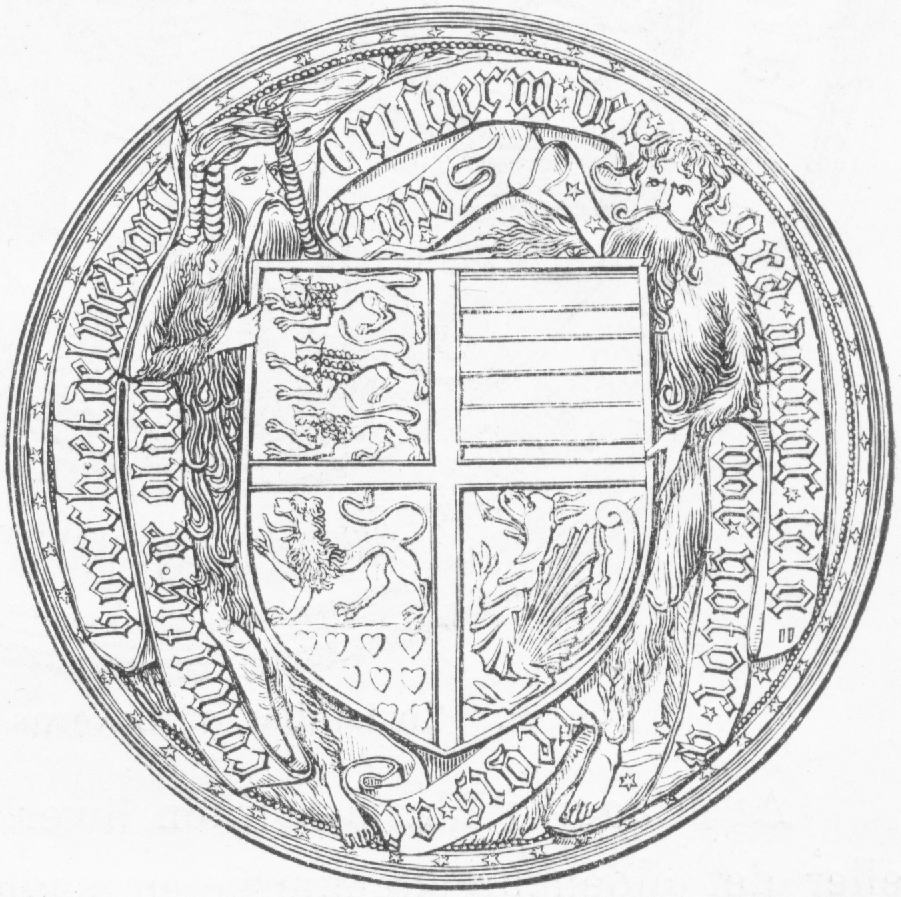
Sigilum secretum Християна І, 1449.
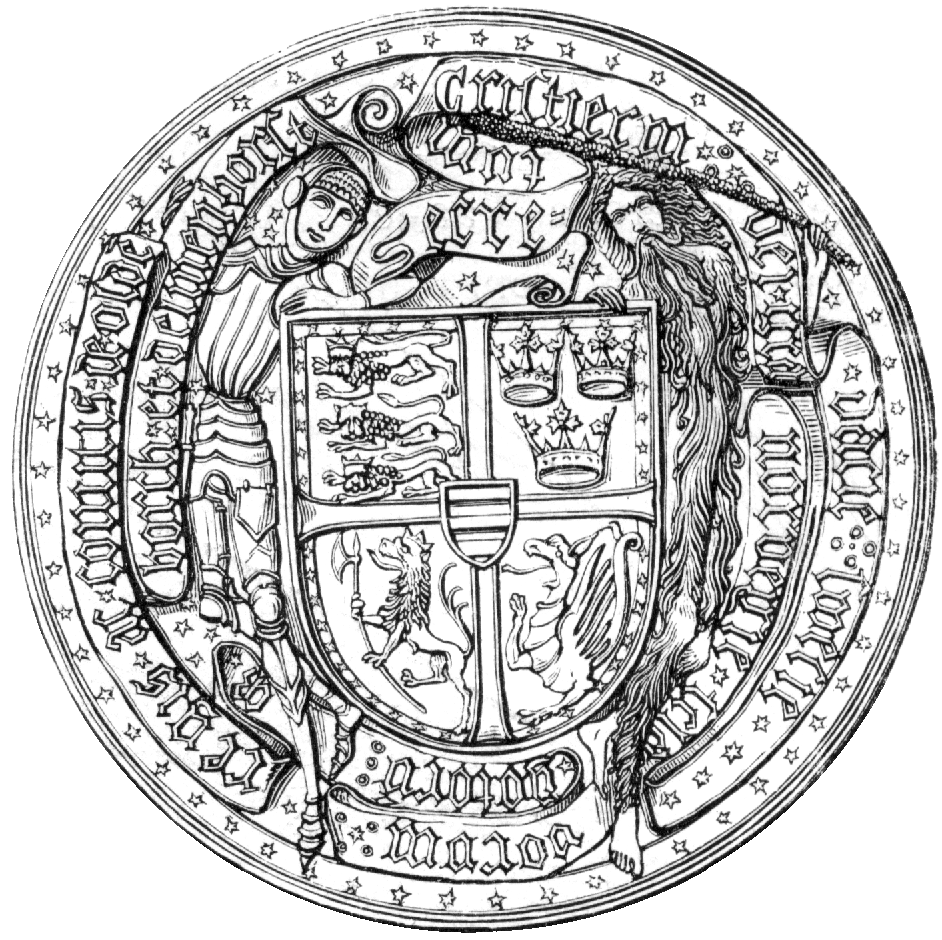
Sigilum secretum Христьияна І, 1457-1460.
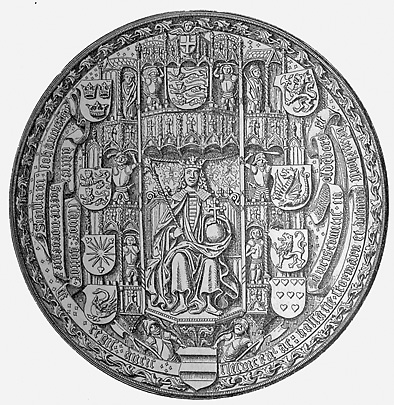
Печатка короля Ганса(правив у 1481 – 1513).
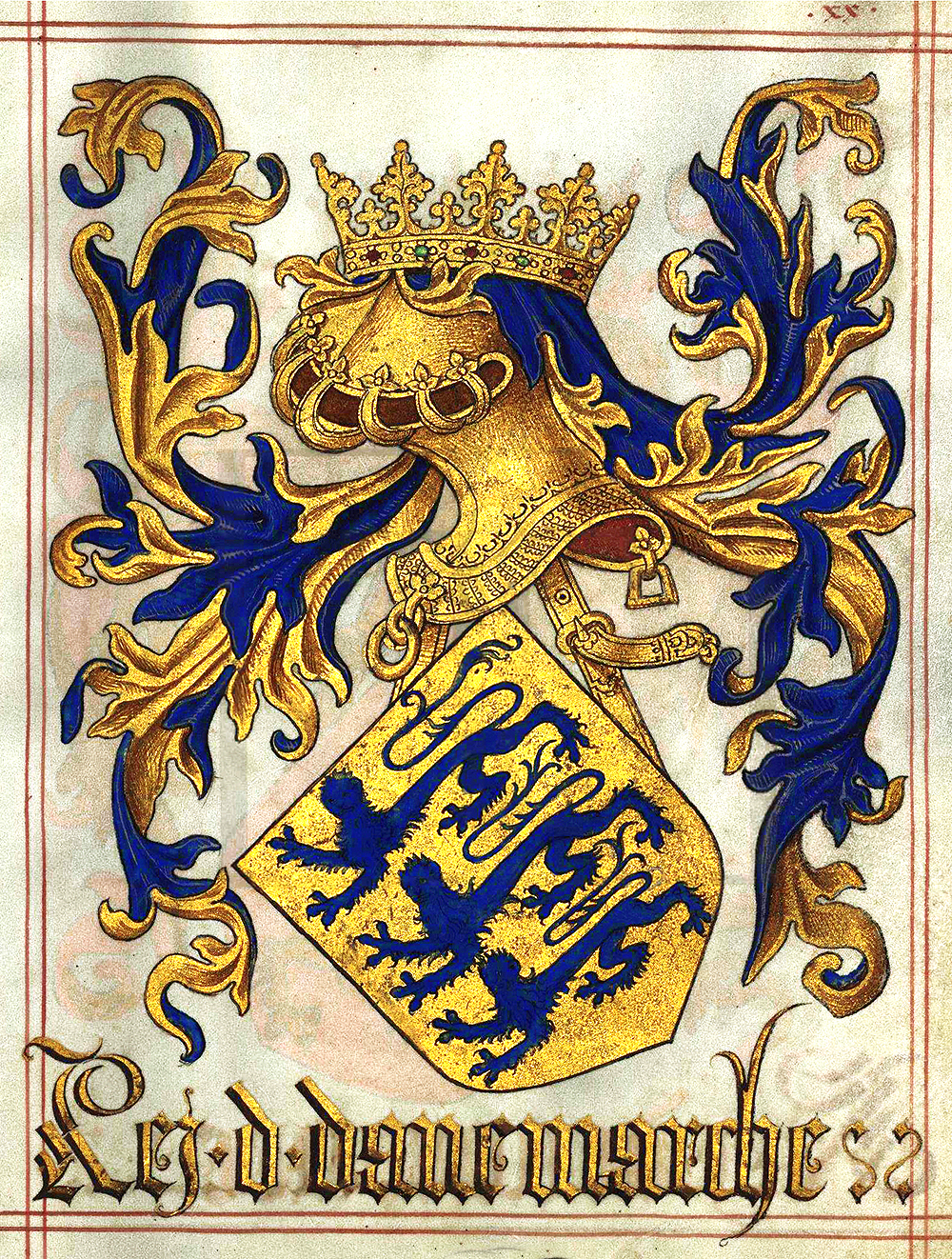
Герб короля Данії «Livro do Armeiro-Mor», 1509
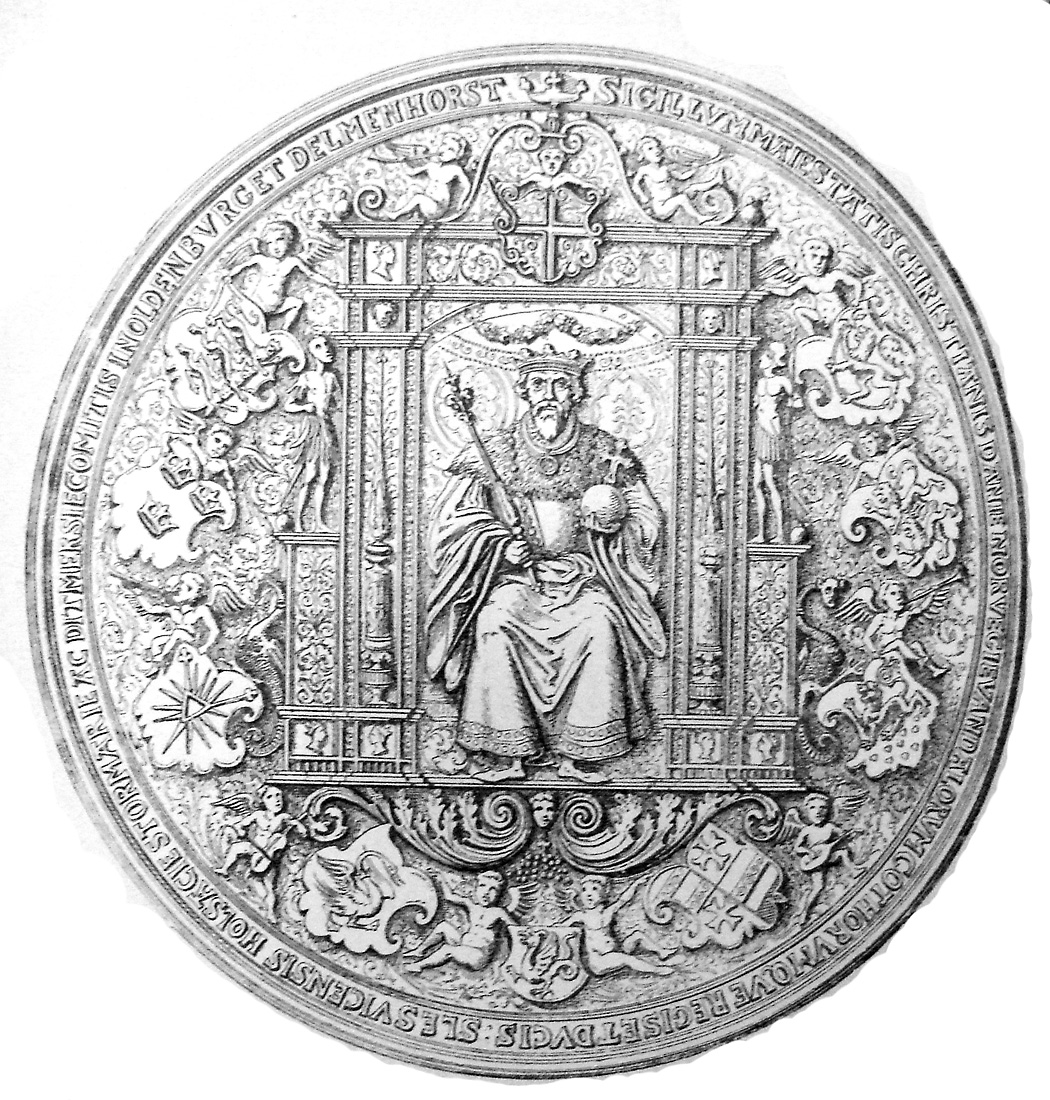
Печатка Крістіана III (правив у 1534 - 1559).
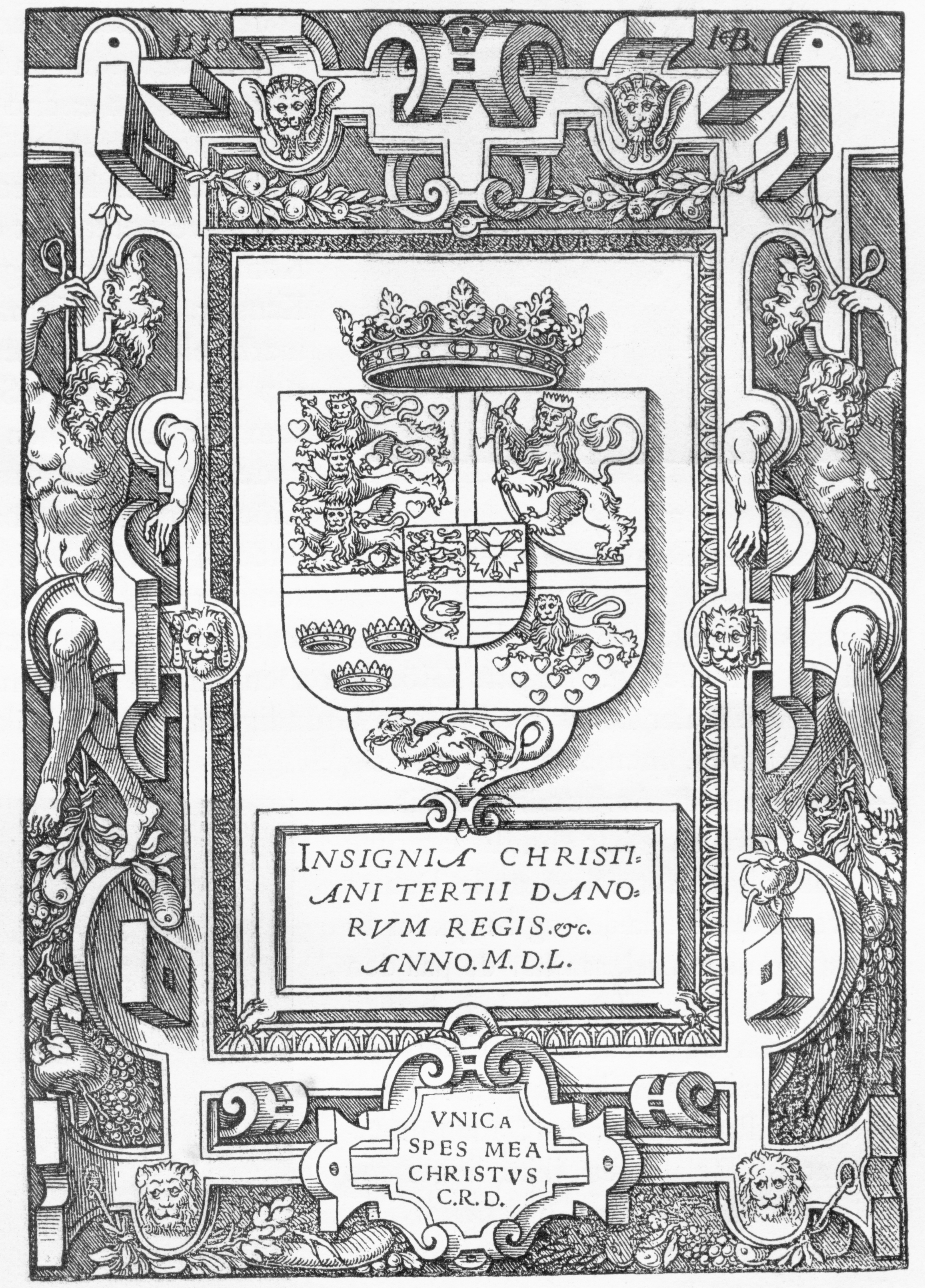
Герб Крістіана III , 1550.
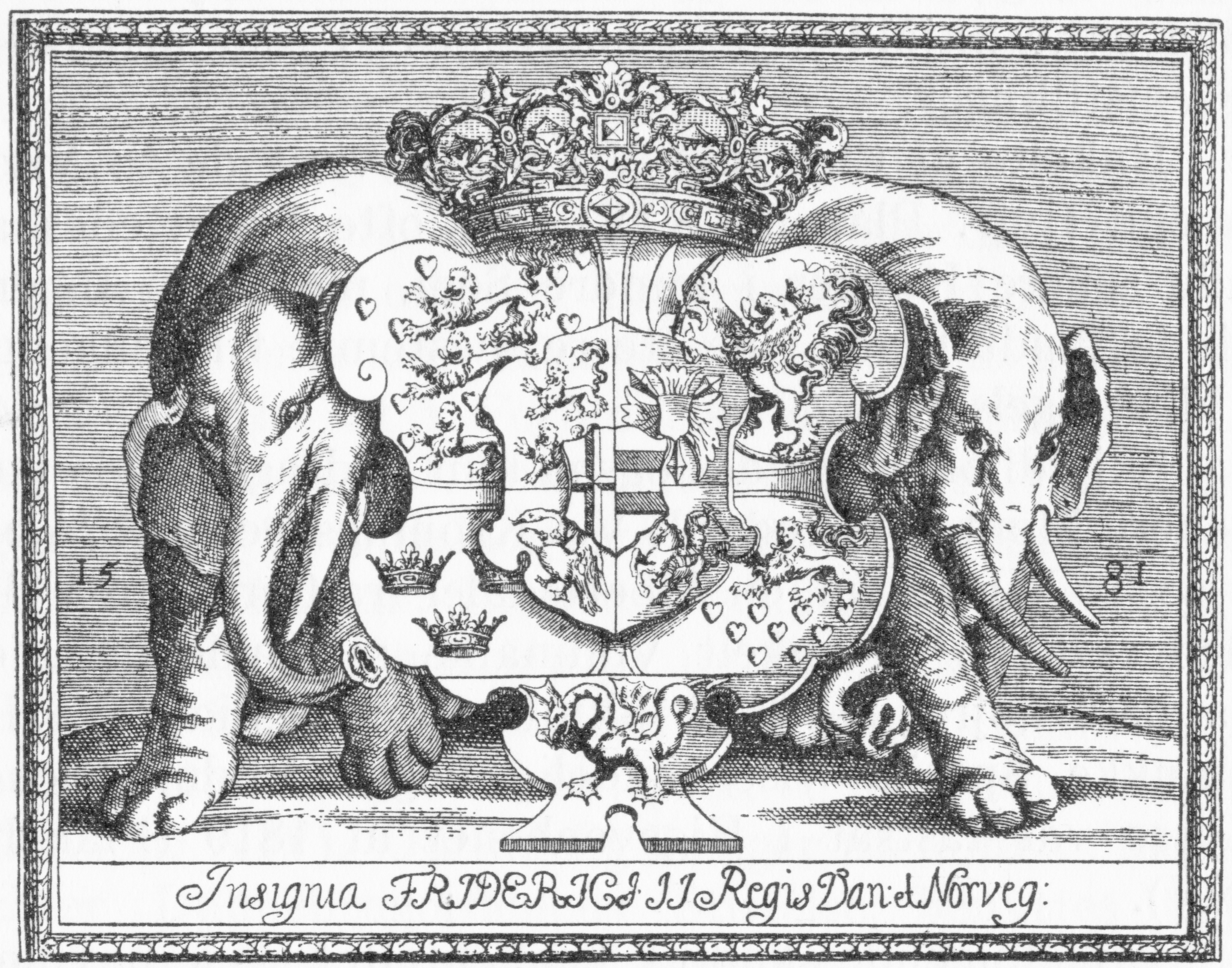
Герб Фрідріха II. Гравюра Йенс Bircherod, 1581.
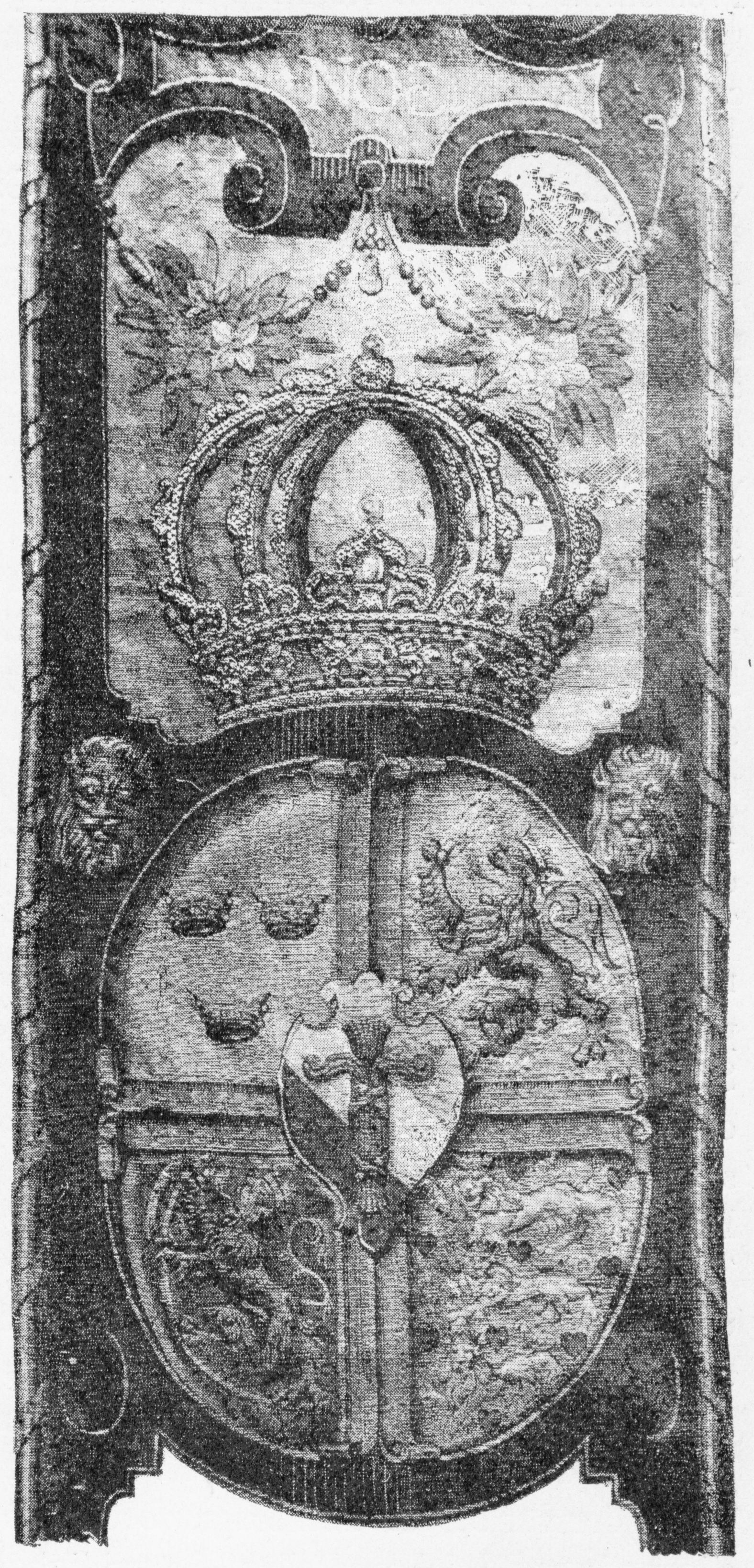
Ерік XIV Шведський
- Герб Фрідріха II. 1592 гравіювання.
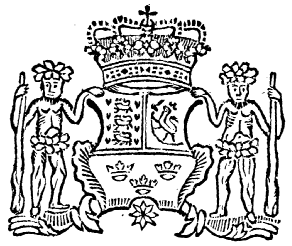
Герб з першого випуску Kongelig аллен privilegerede Tronhiems Adresse-Contoirs Efterretninger, 1767.
Герб Данії використовувався 1819 - 1903 рр.
Герб Данії. Версія використовувалася 1903-1948.
Герб Данії. Версія використовувалася 1948-1972.
- Герб Данії. Версія використовувалася 1972-2024.